# حنا ميخائيل
حنا ميخائيل، (ولد في رام الله في 24 أكتوبر 1935، توفي في لبنان في يوليو 1976)، عُرف بـإسمه الحركي «أبو عمر»، هو مناضل وباحث أكاديمي، وسياسي فلسطيني وقيادي في حركة فتح، لعب دورا في ما عرف بـ«يسار فتح» في السبعينيات وكان ممن رسموا الخط الفكري للكتيبة الطلابية.

## النشأة والتعليم
ولد حنا ميخائيل في مدينة رام الله عام 1935. أتم دراسته في مدارس الفرندز، وحصل عام 1952 على منحة دراسية من كلية هافرفورد في الولايات المتحدة الأمريكية، وأكمل دراسته العليا في جامعة هارفارد ونال منها شهادة الدكتوراه في العلوم السياسية.
تعرف في أواخر الخمسينيات على إدوارد سعيد وتوطدت العلاقة بينهما. يقول إدوارد سعيد بعد لقائه الأول مع حنا: «أعجبت فورا بتواضعه الجم وتهذيبه إضافة إلى عقله الوقاد».
بدأ الدكتور حنا ميخائيل بتدريس العلوم السياسية في جامعة برينستون ثم انتقل بعد ذلك إلى جامعة واشنطن، وساهم في التعريف بالقضايا العربية والقضية الفلسطينية بصفة خاصة.

## نشاطه السياسي

### في الأردن
ترك حنا ميخائيل الولايات المتحدة عام 1969م وانضم إلى الثورة الفلسطينية، وأشرف على تنظيم جهاز الإعلام المركزي في حركة فتح في الأردن، وتولى متابعة الاتصالات الخارجية مع الشخصيات والقوى في أوروبا الغربية حيث ساهم في تأسيس لجان الصداقة وشبكة من الاتصالات، كما شارك في إقامة الندوات والمهرجانات وساهم في برنامج تثقيف الأشبال، وفي جهاز التفويض السياسي المختص بتعبئة وتثقيف أعضاء الحركة.
شارك في أحداث أيلول الأسود عام 1970م والتي وقعت بين المقاومة الفلسطينية والجيش الأردني.

### التضامن الأممي
تمكن من إقامة أمتن علاقات مع اليسار الفرنسي والإيطالي والأمريكي. وكانت تربطه علاقة صداقة متينة مع الأديب الفرنسي المعروف جان جينيه، الذي كتب عن الفدائيين في الأردن وعن «أبو عمر» كتاب «الفدائي العاشق».
تقلد عضوية هيئة المحلفين في محكمة راسل الدولية الثانية حول أمريكا اللاتينية والعضو العربي الوحيد فيها بين أعوام 1971 – 1976م.

### في لبنان
انتقل أواخر صيف عام 1971م إلى بيروت وانضم إلى مركز الأبحاث الفلسطيني وإلى أسرة تحرير مجلة شؤون فلسطينية وكذلك إلى مركز التخطيط الفلسطيني.
أصبح د. حنا ميخائيل عضواً في لجنة قيادة لبنان، مسؤولاً عن شؤون المرأة والطلاب (1973 – 1975) وله كتابات حول قضية تحرير المرأة، وساهم في إعادة تأسيس التنظيم النسائي على الساحة اللبنانية.
كذلك أصبح عضو قياديا في القطاع الغربي المسؤول عن إدارة العمل في الأرض المحتلة والتي رأسها كمال عدوان ونائبه صخر حبش.

#### يسار فتح
ساهم في تشكيل ما عرف بالتيار الوطني الديمقراطي داخل حركة فتح الذي بدأ بالتشكل في مؤتمرها الثالث في دمشق عام 1971، حيث كان الخروج من الأردن دافعاً إلى التفكير في خيارات بديلة، وتعاون مع أبي خالد العملة وأبي موسى وإلياس شوفاني في ما عرف بمجموعة المائة.
وتولى بالاشتراك مع منير شفيق وناجي علوش وسميح أبو كويك (قدري) المسؤولية عن دورات التيار السياسية في معسكر مصياف (قرب حماه في سوريا)، الذي كان بمثابة بؤرة لتيار المعارضة في «فتح»، الذي شهد نقاشا حاميا بين الكوادر الطلابية وياسر عرفات حول عملية التسوية وجدواها.
وكان من دعاة تأسيس تيار يساري ديمقراطي ثوري في داخل حركة فتح؛ تيار يعتنق فكرة الكفاح المسلح، ويتبنّى مضامين قومية عربية وماركسية معاً، ويقف ضد التسويات السياسية لقضية فلسطين، ويتصدّى لصوغ حزب ماركسي في وسط فلاحي. وكتب في سبتمبر 1975 وثيقة التيار الفكرية بعنوان «ملاحظات أولية حول الثورة العربية»، وفيها تطلعٌ إلى تأسيس حزب فلسطيني ماركسي- لينيني مقاتل، ثم تأسيس حزب شيوعي عربي موحد في المدى الأبعد.
التحق أبو عمر بدورة عسكرية في فيتنام سنة 1975 مدتها ستة شهور تركت بصماتها عليه كثيرا وحاول أن ينقل بعض تجارب الفيتناميين إلى الثورة الفلسطينية، وقد قاد تلك الدورة عبدالحميد وشاحي المعروف باسم «نعيم» الذي اختفى معه عام 1976. عارض خط التسوية السياسية واعتبر ما عرف وقتها بالبرنامج المرحلي الذي اعتبره سيقود إلى «الاستسلام على مراحل».

## زواجه
التقى جيهان الحلو في عام 1969م، وكانت منخرطة في صفوف فتح والاتحاد العام للمرأة الفلسطينية انذاك، وتزوجا في عام 1972م.

## الاختفاء والاستشهاد
في أوج الحرب الأهلية اللبنانية، وبتاريخ 1976/07/20م وبعد استشهاد الحاج حسن في الشمال أرسلت القيادة عبدالحميد وشاحي وحنا ميخائيل وأبو الوفا (جودت المصري) ضمن تسعة مناضلين من بيروت متوجهين إلى طرابلس في زورق مطاطي عن طريق البحر -اذ كانت القوات السورية وقوات المردة تسيطر على الطرق البرية- إلا أن القارب اختفى في عرض البحر ولم يعرف مصير أفراد المجموعة، وبعد أن فشلت جهود البحث عنهم اعتبروا شهداء.

## منشورات وتكريم بعد وفاته
- نُشر له كتاب السياسة والوحي: الماوردي وما بعده وقدم له ادوارد سعيد.
- أطلقت بلدية رام الله اسمه على شارع قريب من بيت آل ميخائيل التاريخي.[10]
- في العام 2019 أصدرت أرملته الباحثة جِيهان الحلو كتابا يؤرخ لحنا ميخائيل بعنوان «غُيّب فازداد حضورًا حنا إبراهيم ميخائيل- أبو عمر»، وأطلق الكتاب في ندوة في متحف محمود درويش في مدينة رام الله.[11][12]

## روابط خارجية
موقع حنا ميخائيل - كتابات وتسجيلات صوتية وسيرة